# سرودخوان چشم‌سرخ

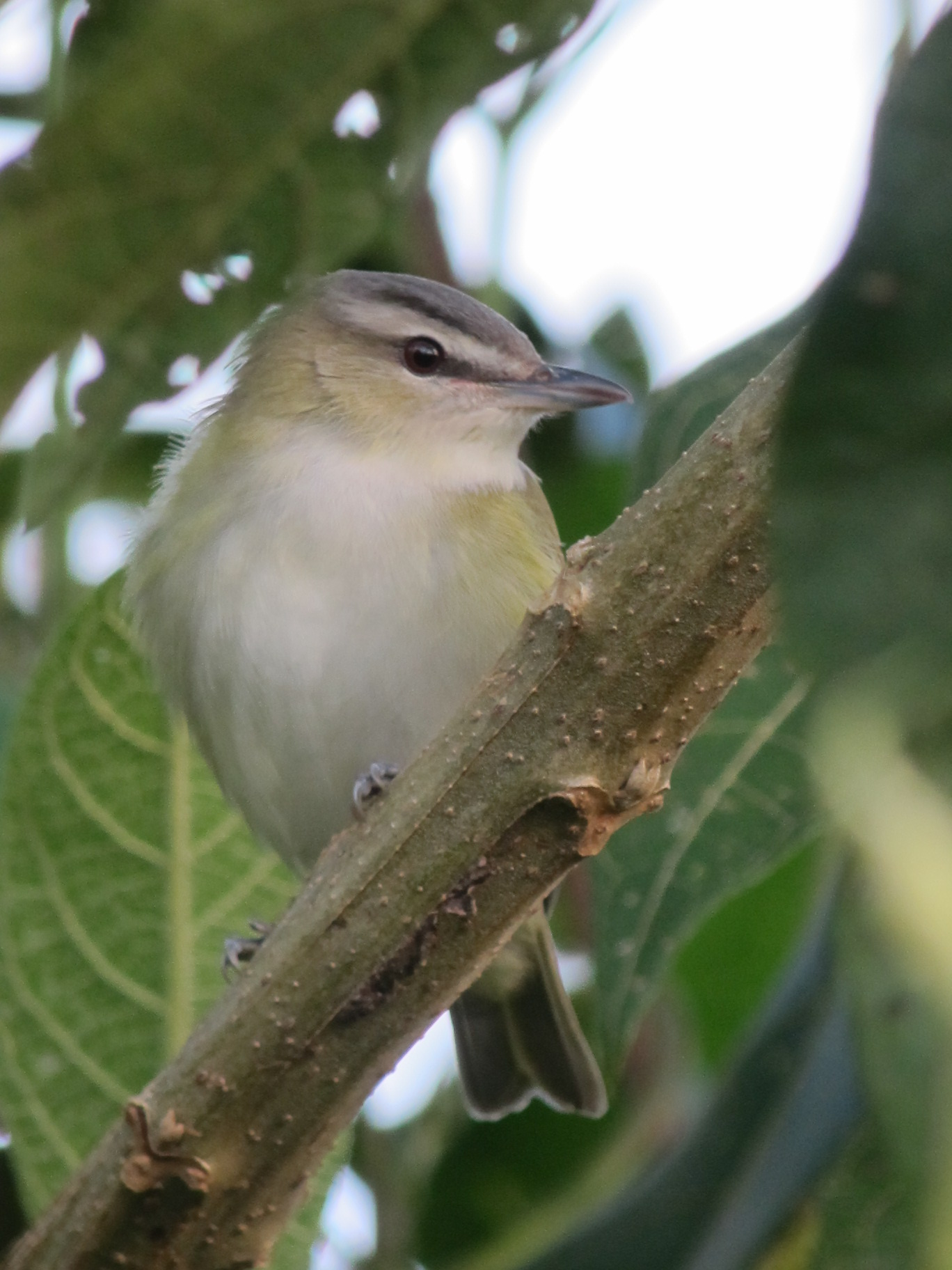
سرودخوان چشم سرخ

سرودخوان چشم‌سرخ(نام علمی: Vireo olivaceus) نام یک گونه از سرده سرودخوان است.